# Gennaro Manna (senatore)
Gennaro Manna, nato Agostino Gennaro, (L'Aquila, 26 aprile 1861 – Roma, 27 maggio 1932) è stato un avvocato, giurista e politico italiano.

## Biografia
Nacque all'Aquila nel 1861 dal medico Cesare Manna e della baronessa Amalia Antonelli ed era cugino materno di Nicola Gualtieri. Compì i primi studi nella sua città, frequentando quindi la facoltà di giurisprudenza all'Università degli Studi di Roma. Avvocato civilista, sempre nella capitale aprì il proprio studio legale e iniziò una contemporanea attività di studioso in materie giuridiche, dando il via ad una intensa produzione pubblicistica. Fu docente alle università di Roma e di Ferrara.

### Attività politica
Liberale di orientamento progressista, già consigliere provinciale all'Aquila, si candidò una prima volta deputato alle elezioni del 1892, per poi ritirarsi a favore dell'elezione dell'amico Mansueto De Amicis. Si ripresentò quindi alle elezioni politiche del 1895 nel collegio di Aquila, venendo eletto alla Camera dei deputati per la XIX legislatura con 1 004 preferenze nelle file della Sinistra storica. Con le numerose relazioni nel frattempo costruite negli ambienti politici della capitale, diventò in breve tempo un notabile tra i più potenti dell'Abruzzo, di fatto trasformando il collegio aquilano in un feudo elettorale per le successive cinque legislature. Fu infatti rieletto in maniera consecutiva alle tornate elettorali del 1897, del 1900, del 1904, del 1909 e del 1913.
Della sua attività alla Camera si ricordano numerosi interventi per la riforma del codice penale italiano — che sarà attuata solo nel 1930 — una lunga maratona oratoria in favore del rivoluzionario anarchico Amilcare Cipriani e reiterate proposte per la tutela degli infortuni sul lavoro con una maggiore responsabilità a carico dei datori. Si occupò anche della riforma del casellario giudiziale, delle carriere dei magistrato e degli istituti per la rieducazione dei detenuti. Più volte relatore sul bilancio del ministero della pubblica istruzione, ne fu sottosegretario durante il secondo governo Pelloux (1899-1900). Pose inoltre grande cura al suo collegio elettorale, favorendo l'impianto della prima linea telefonica L'Aquila-Roma e la costruzione della filovia dell'Aquila.
Inizialmente vicino a Giovanni Giolitti, se ne discostò a partire dal 1911 schierandosi contro il progetto del monopolio dello Stato sulle assicurazioni vita tramite l'istituzione dell'Istituto Nazionale delle Assicurazioni.
Il 6 ottobre 1919 fu nominato senatore del Regno d'Italia per la XXV legislatura, con convalida avvenuta l'11 dicembre. Morì a Roma nel 1932.